# Celano Football Club Marsica 2011-2012
Questa voce raccoglie le informazioni riguardanti il Celano Football Club Marsica nelle competizioni ufficiali della stagione 2011-2012.

## Rosa
| N. |                   | Ruolo | Calciatore         |
| -- | ----------------- | ----- | ------------------ |
|    | Italia (bandiera) | P     | Lorenzo Agostini   |
|    | Italia (bandiera) | P     | Luca Liverani      |
|    | Italia (bandiera) | D     | Matteo Bagaglini   |
|    | Italia (bandiera) | D     | Stefano Bianciardi |
|    | Italia (bandiera) | D     | Andrea Ciolli      |
|    | Italia (bandiera) | D     | Simone D'Angelo    |
|    | Italia (bandiera) | D     | Luigi Ferrara      |
|    | Italia (bandiera) | D     | Thomas Funari      |
|    | Italia (bandiera) | D     | Stefano Furno      |
|    | Italia (bandiera) | C     | Simone Amadio      |
|    | Italia (bandiera) | D     | Luca Olivieri      |
|    | Italia (bandiera) | D     | Alessandro Rapino  |
|    | Italia (bandiera) | C     | Paltermio Barbetti |
|    | Italia (bandiera) | C     | Simone Bruno       |
|    | Italia (bandiera) | C     | Carlo De Risio     |
|    | Italia (bandiera) | C     | Federico Gentile   |

| N. |                    | Ruolo | Calciatore         |
| -- | ------------------ | ----- | ------------------ |
|    | Italia (bandiera)  | C     | Marco Granaiola    |
|    | Italia (bandiera)  | C     | Francesco Marfia   |
|    | Italia (bandiera)  | C     | Marcello Mascioli  |
|    | Italia (bandiera)  | C     | Matteo Pacella     |
|    | Italia (bandiera)  | A     | Lorenzo Carosone   |
|    | Italia (bandiera)  | A     | Antonio Croce      |
|    | Albania (bandiera) | A     | Edison Dema        |
|    | Italia (bandiera)  | A     | Alain Faccini      |
|    | Italia (bandiera)  | A     | Antonio Franchi    |
|    | Italia (bandiera)  | A     | Rolando Lancia     |
|    | Italia (bandiera)  | A     | Andrea Luzi        |
|    | Italia (bandiera)  | A     | Marco Puntonieri   |
|    | Italia (bandiera)  | A     | Simone Sabatini    |
|    | Italia (bandiera)  | A     | Antonio Salatiello |
|    | Italia (bandiera)  | A     | Jacopo Sciamanna   |
|    | Italia (bandiera)  | A     | Vincenzo Visciglia |